# Rusłanbiek Madżynow
Rusłanbiek Muratowicz Madżynow (ur. 22 listopada 1971 we Frunze) – kirgiski zapaśnik walczący w stylu wolnym. Pięć razy brał udział w mistrzostwach świata, zajął czwarte miejsce w 1998. Czwarte miejsce na igrzyskach azjatyckich w 1994 i siódme w 1998. Srebrny medal na igrzyskach centralnej Azji w 1995 i na mistrzostwach Azji w 1999 roku.